# 長八 (呼出)
長八（ちょうはち、1935年（昭和10年）12月15日 - ）は、大相撲の元三役呼出。本名は川村 健治。青森県青森市出身。高島部屋→友綱部屋所属。

## 履歴
- 1954年3月場所 - 初土俵。
- 1994年7月場所 - 呼出の番付制導入により、幕内呼出に指名される。
- 1996年1月場所 - 三役呼出に昇進。
- 2000年11月場所 - 最終場所。
- 2000年12月停年退職。